# Waiting for Bonaparte
Waiting for Bonaparte ist ein Musikalbum der britischen Folk-Punk-Band The Men They Couldn’t Hang, das 1988 veröffentlicht wurde. Es zählt neben Silver Town zu ihren bekanntesten Alben.

## Geschichte
Als Singleauskopplungen erschienen The Crest, Island in the Rain und das erfolgreiche The Colours, in dem die Meuterei auf einem englischen Kriegsschiff während der Napoleonischen Kriege (1792–1815) thematisiert wurde.
Ein Jahr vor der Veröffentlichung des Albums verließ die bisherige Bassistin Shanne Bradley die Band und wurde durch Ricky McGuire (ehemaliges Mitglied der UK Subs) ersetzt.
In den britischen Charts erreichte The Colours Platz 61, Island in the Rain und The Crest jedoch nur die Plätze 92 und 94. The Colours ist damit der größte Charterfolg der Men They Couldn’t Hang. Das Album stieg auf Platz 41 in den britischen Album-Charts und ist damit nach Silver Town das zweiterfolgreichste Album der Band.
The Colours wurde trotz des Charterfolgs von BBC nicht gespielt, da in der Textzeile „You've Come Here To Watch Me Hang“ auf die Sechs von Sharpeville und die Unruhen in Südafrika Bezug genommen wurde, was den Erfolgszug der Band in Europa jedoch nicht aufhielt.
Waiting for Bonaparte war das erste und einzige Album der Band, das auf Magnet Records erschien, für das nächste Album, Silver Town, wechselte die Gruppe zu Silvertone.

## Rezeption
| Medium       | Rating                                                              |
| ------------ | ------------------------------------------------------------------- |
| Musikexpress | Sternsymbol · Sternsymbol · Sternsymbol · Sternsymbol · Sternsymbol |
| Sputnikmusic | Sternsymbol · Sternsymbol · Sternsymbol · Sternsymbol · Sternsymbol |

Der Musikexpress vergab drei von fünf Sternen, Sputnikmusic vier von fünf.

## Titelliste
| Nr. | Titel               | Leadgesang | Länge |
| --- | ------------------- | ---------- | ----- |
| 1.  | The Crest           | Cush       | 3:40  |
| 2.  | Smugglers           | Odgers     | 4:20  |
| 3.  | Dover Lights        | Cush       | 3:40  |
| 4.  | Bounty Hunter       | Odgers     | 3:27  |
| 5.  | Island in the Rain  | Odgers     | 4:22  |
| 6.  | The Colours         | Cush       | 3:45  |
| 7.  | Midnight Train      | Cush       | 3:10  |
| 8.  | Father's Wrong      | Odgers     | 4:32  |
| 9.  | Life of a Small Fry | Cush       | 3:37  |
| 10. | Mary’s Present      | Odgers     | 3:34  |

### Wiederveröffentlichung
Der remasterten CD-Version des Albums wurden die Songs Silver Dagger, Restless Highway, Country Song und eine sechsminütige Version von The Crest hinzugefügt.